# Liste des milliardaires du monde en 2013
Ceci est la liste des milliardaires du monde telle que publiée par le magazine américain Forbes pour l'année 2013. Ce magazine recense les milliardaires de la planète, à l'exception des têtes couronnées (sauf si leur fortune est privée), et exprime leur fortune en milliards de dollars américains (l'unité retenue dans la suite du texte).

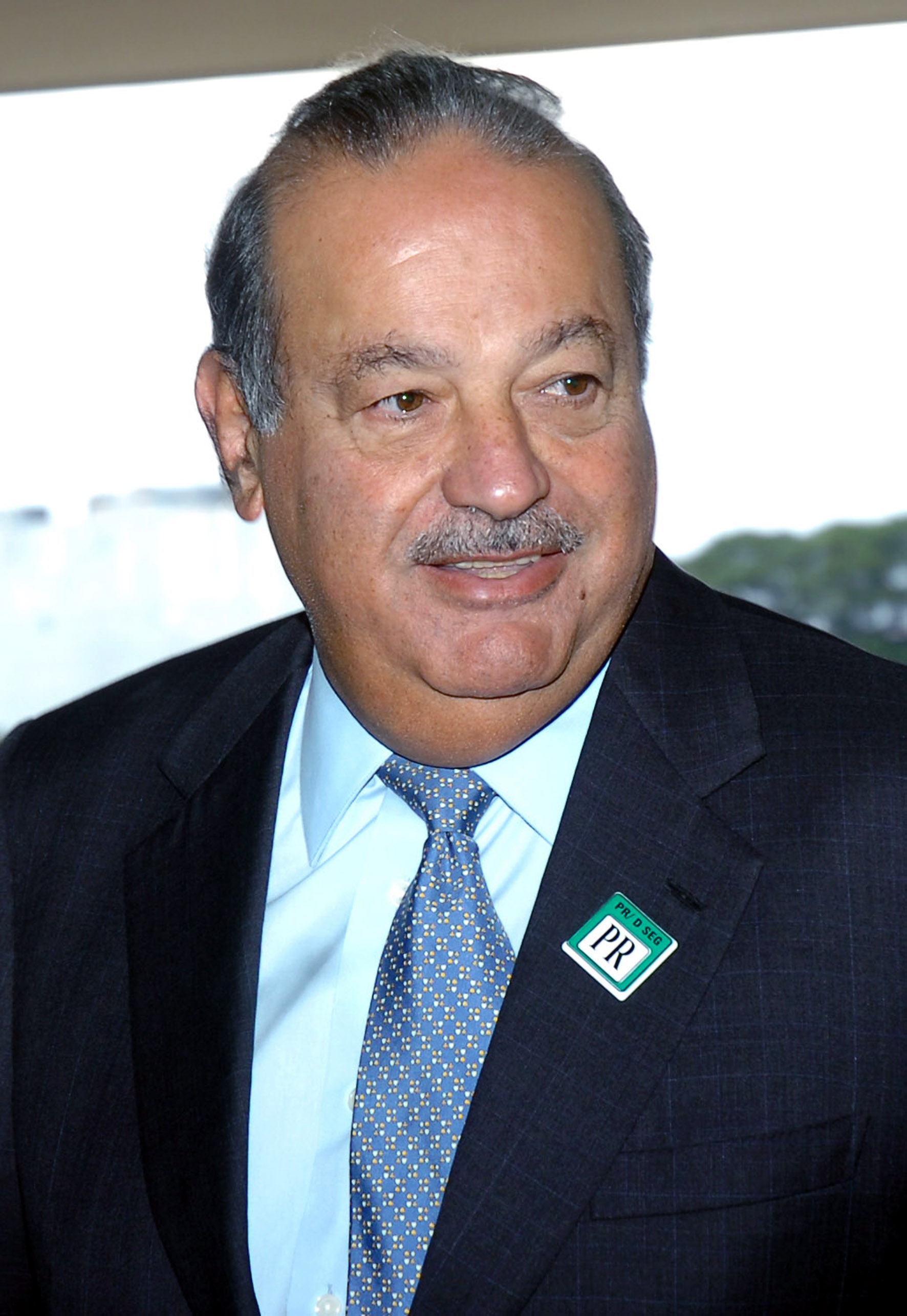
Carlos Slim Helú
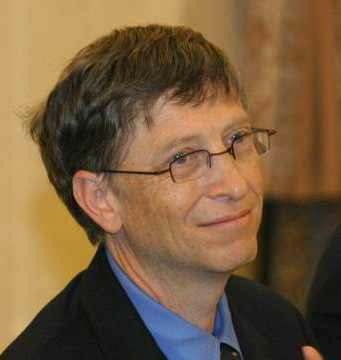
Bill Gates
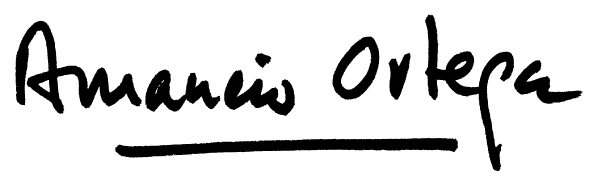
Amancio Ortega
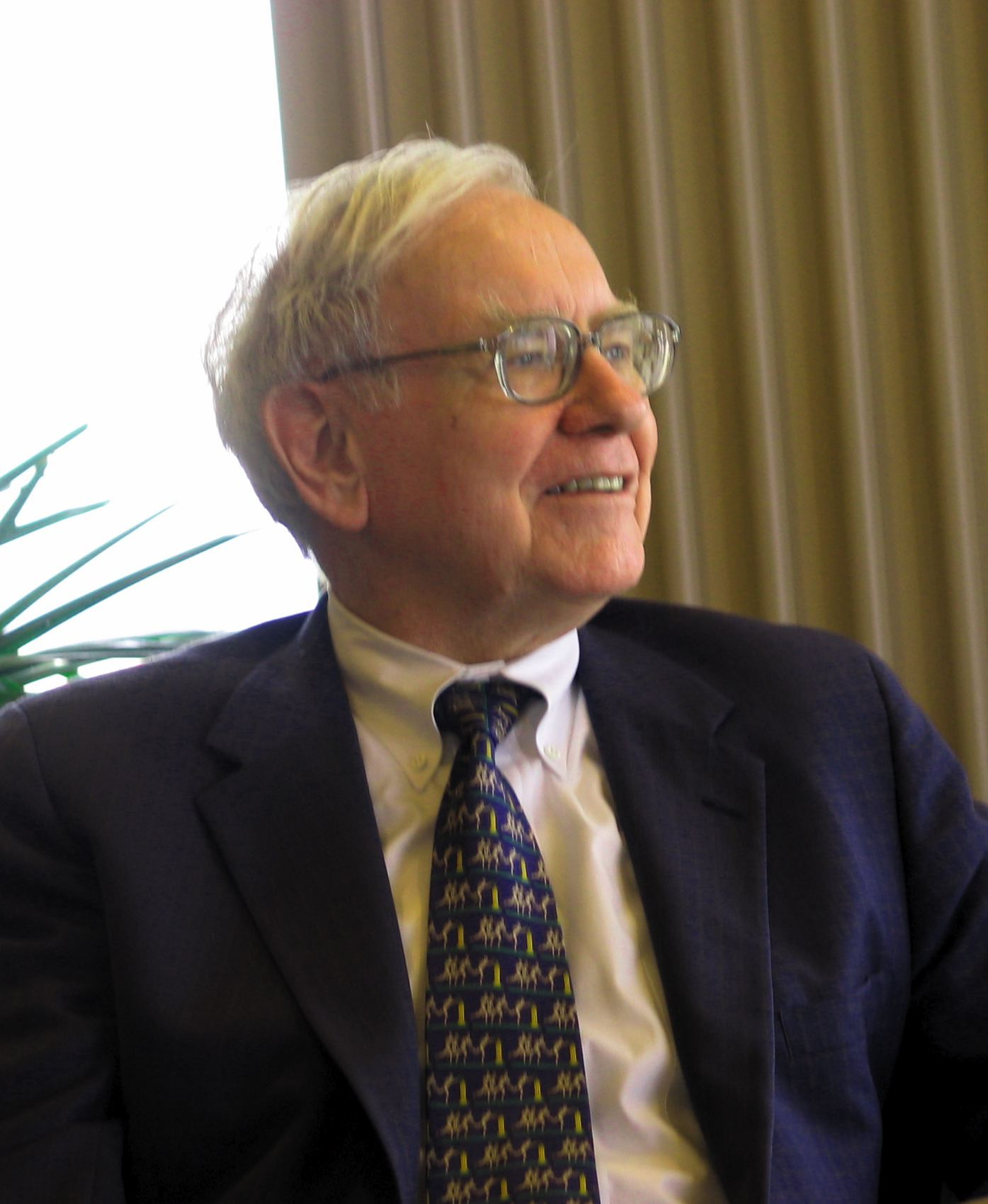
Warren Buffett

| Légende         | Légende                        |
| Icônes          | Description                    |
| --------------- | ------------------------------ |
| en stagnation   | Pas de changement depuis 2012. |
| en augmentation | En progrès depuis 2012.        |
| en diminution   | En recul depuis 2012.          |

| #  | Nom                 | Fortune (en dollars américains) | Pays       | Résidence     | Entreprise ou secteur |
| -- | ------------------- | ------------------------------- | ---------- | ------------- | --------------------- |
| 1  | Carlos Slim Helú    | $73 milliards                   | Mexique    | Mexico        | Grupo Carso           |
| 2  | Bill Gates          | $67 milliards                   | États-Unis | Washington    | Microsoft             |
| 3  | Amancio Ortega      | $57 milliards                   | Espagne    | Galice        | Inditex               |
| 4  | Warren Buffett      | $53.5 milliards                 | États-Unis | Nebraska      | Berkshire Hathaway    |
| 5  | Larry Ellison       | $43 milliards                   | États-Unis | Californie    | Oracle Corporation    |
| 6  | Charles Koch        | $34 milliards                   | États-Unis | Kansas        | Koch Industries       |
| 7  | David Koch          | $34 milliards                   | États-Unis | New York      | Koch Industries       |
| 8  | Li Ka-shing         | $31 milliards                   | chine      | Hong Kong     | Hutchison Whampoa     |
| 9  | Liliane Bettencourt | $30 milliards                   | France     | Île-de-France | L’Oréal               |
| 10 | Bernard Arnault     | $29 milliards                   | France     | Île-de-France | LVMH                  |